# Jared Ross (Eishockeyspieler, 1982)
Jared Ross (* 18. September 1982 in Huntsville, Alabama) ist ein ehemaliger US-amerikanischer Eishockeyspieler, der im Verlauf seiner aktiven Karriere zwischen 2001 und 2019 unter anderem 276 Spiele für den ERC Ingolstadt in der Deutschen Eishockey Liga (DEL) auf der Position des Centers bestritten hat. Zudem absolvierte Ross über 400 Partien in der American Hockey League (AHL) und darüber hinaus 22 Begegnungen für die Philadelphia Flyers in der National Hockey League (NHL). Sein Vater Douglas Ross war ebenfalls Eishockeyspieler.

## Karriere

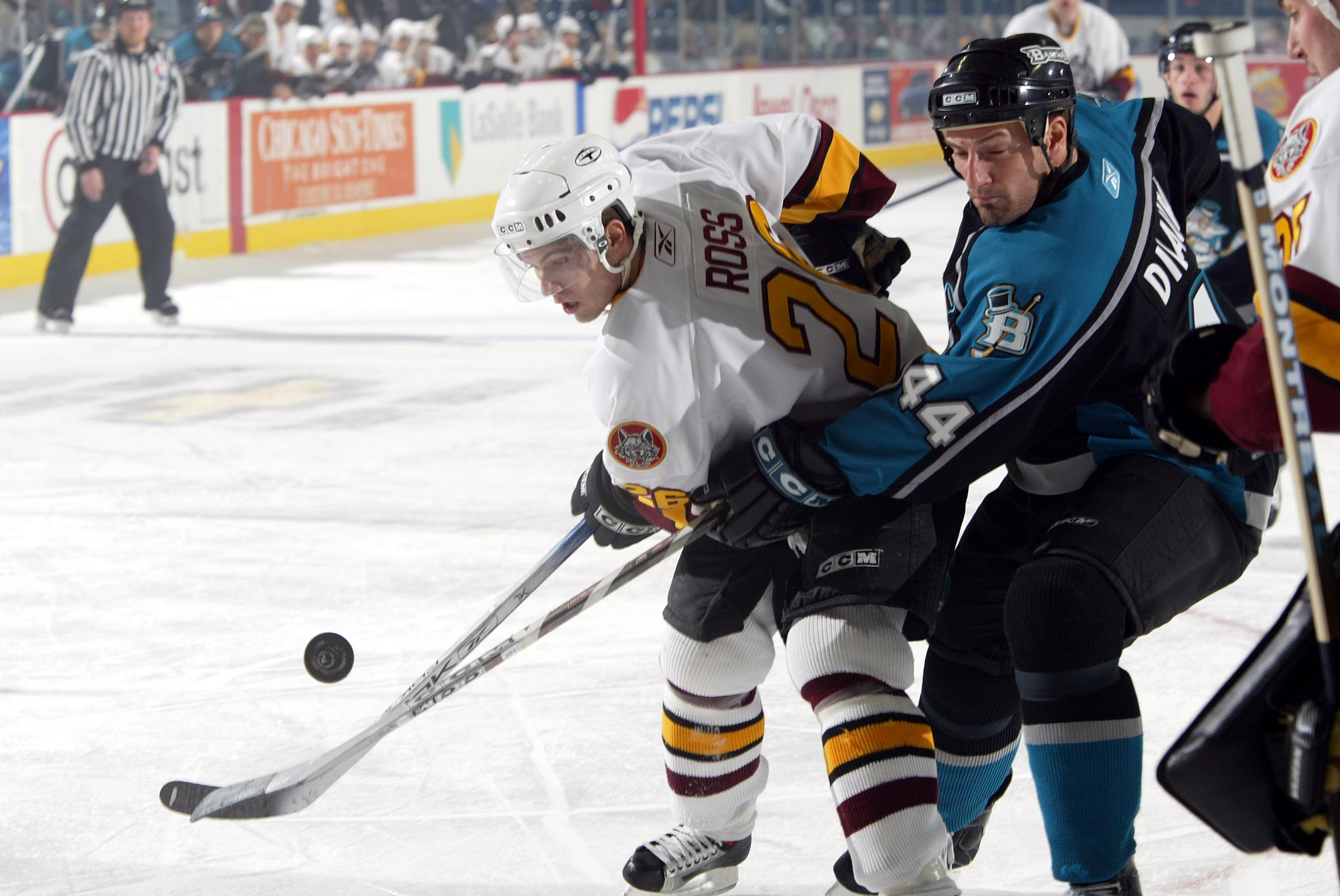
Ross (links) im Trikot der Chicago Wolves mit Ray DiLauro (2006)

Jared Ross begann seine Karriere als Eishockeyspieler an der University of Alabama Huntsville, für die er von 2001 bis 2005 insgesamt vier Jahre lang in der College Hockey America (CHA), einer Division im Spielbetrieb der National Collegiate Athletic Association (NCAA), aktiv war. Trainiert wurde er dabei von seinem Vater Douglas Ross. Gegen Ende der Saison 2004/05 erzielte Ross in zwölf Spielen acht Scorerpunkte für die Motor City Mechanics aus der United Hockey League (UHL), wo er sein Debüt im professionellen Eishockey gab. Anschließend wechselte Ross im Sommer 2005 zu den Chicago Wolves aus der American Hockey League (AHL), dem Farmteam der Atlanta Thrashers. Dort konnte er sich auf Anhieb einen Stammplatz erarbeiten, erhielt von den Thrashers allerdings nie ein Vertragsangebot mit Gültigkeit für die National Hockey League (NHL). Zudem bestritt Ross ein Spiel der Saison 2005/06 für das Farmteam der Wolves, die Gwinnett Gladiators aus der ECHL.
In der Mitte der Saison 2006/07 wurde Ross von Chicago an den Ligakonkurrenten Philadelphia Phantoms, das Farmteam der Philadelphia Flyers, abgegeben. Nach guten Leistungen im Vorjahr für die Phantoms wurde Ross im Oktober 2008 von den Flyers berufen und gab sein Debüt in der NHL. Er ist der erste NHL-Spieler, der in Alabama geboren und ausgebildet worden war. In der Folgezeit fand er sich allerdings überwiegend bei den Philadelphia Phantoms in der AHL wieder und kam nur auf wenige Einsätze für die Philadelphia Flyers in der NHL. Für seine guten Leistungen im Farmteam wurde Ross im Jahr 2009 mit der Nominierung für das AHL All-Star Classic belohnt. Bei diesem Spiel wurde er als Most Valuable Player ausgezeichnet, nachdem er mit sieben Punkten einen neuen Rekord aufgestellt hatte. Im Juli 2010 wurde er erneut von den Atlanta Thrashers verpflichtet, die ihn zu den Chicago Wolves in die AHL schickten.
Im April 2011 wurde Ross vom ERC Ingolstadt aus der Deutschen  Eishockey Liga (DEL) für zwei Jahre unter Vertrag genommen und spielte dort bis zum Frühjahr 2016. Im Jahr 2014 gewann er mit den Ingolstädtern die Deutsche Meisterschaft. Nach seinen fünf Spielzeiten in Ingolstadt zog sich der Angreifer im Alter von 34 Jahren aus dem Leistungssport zurück. Erst im März 2019 kehrte er drei Jahre nach seinem Rücktritt noch einmal in den Profibereich zurück und bestritt neun Partien für die Atlanta Gladiators in der ECHL.

## Erfolge und Auszeichnungen
- 2009 Teilnahme am AHL All-Star Classic
- 2009 AHL All-Star Classic MVP
- 2014 Deutscher Meister mit dem ERC Ingolstadt

## Karrierestatistik
(Legende zur Spielerstatistik: Sp oder GP = absolvierte Spiele; T oder G = erzielte Tore; V oder A = erzielte Assists; Pkt oder Pts = erzielte Scorerpunkte; SM oder PIM = erhaltene Strafminuten; +/− = Plus/Minus-Bilanz; PP = erzielte Überzahltore; SH = erzielte Unterzahltore; GW = erzielte Siegtore; 1 Play-downs/Relegation; Kursiv: Statistik nicht vollständig)